# Tahkout Manufacturing Company
Die Tahkout Manufacturing Company Sàrl (kurz TMC) ist ein algerischer Automobilhersteller mit Sitz in Tiaret. Er entstand in Zusammenarbeit zwischen dem algerischen Händlernetz Cima Motors und dem südkoreanischen Fahrzeughersteller Hyundai.
Lastwagen und Busse der Marke Hyundai werden in Algerien dagegen durch das Unternehmen Global Motors Industries hergestellt.

## Geschichte
Am 1. November 2016 wurde das erste Fahrzeug produziert.
Ende 2016 waren im Werk etwa 500 Mitarbeiter beschäftigt. Der lokale Produktionsanteil sollte zu Beginn etwa 15 % betragen.
Die Fahrzeuge werden teilzerlegt (semi knocked down) angeliefert. In sozialen Medien erhobene Betrugsvorwürfe konnten im Rahmen einer Besichtigung durch eine Regierungsdelegation ausgeräumt werden. Bis November 2017 wurden mehr als 40.000 Fahrzeuge montiert.
Hyundai erlaubte, dass TMC ab Mai 2018 die in Algerien montierten Fahrzeuge in vier weitere Länder exportiert.
Für Mitte 2018 war in Saida eine weitere Produktionslinie für Fahrzeuge der Marke Suzuki geplant, deren Eröffnung im Juli 2018 jedoch zunächst verschoben wurde.

## Modelle
Neben dem ersten vom Band gelaufenen Fahrzeug – ein Hyundai Tucson – sollen die Pkw-Modelle Grand i10, Accent, Elantra, Creta und Santa Fe sowie die Nutzfahrzeuge Hyundai H1 und H100 produziert werden. Seit 2018 wird auch der i30 montiert.
Im zweiten Werk sollen die Modelle Alto und Baleno hergestellt werden.
Im Zuge der seit Februar 2019 anhaltenden friedlichen Demonstrationen gegen die ausgeprägte Korruption unter der derzeitigen Regierung wurden unter anderen die drei Brüder Thakout inhaftiert und im August 2020 zu je 16 Jahren und zweimal 8 Jahren Gefängnis verurteilt. Die importierten Fahrzeuge wurden nur zum geringen Teil in Algerien komplettiert (avisiert waren 42 %). TMC und auch andere vergleichbare Seilschaften nahmen für dieses Schauspiel sehr umfangreiche staatliche Hilfe und Steuererleichterungen in Anspruch (in Zusammenarbeit mit entsprechenden staatlichen Stellen und Ministerien). Es gab eine weitreichende Verhaftungswelle im Zuge des „Cleaning“-Prozesses.